# Alter Ego (band)
 For alternative betydninger, se Alter ego (flertydig). (Se også artikler, som begynder med Alter ego)
Alter Ego var et københavnsk indieband i perioden 1984-1991.

## Bandets historie
Bandet spillede blandt andet i Sovjet Unionen i forb. med Next Stop Sovjet i 1989, og på Roskilde Festivalen i 1990 i forbindelse med Thierry Geoffroys (Colonel) Sport Art arrangement og spillede i forbindelse med det dansk-franske kulturudvekslingssår i 1987 på "La Locomotive" i Paris.
Bandet var nærmest "husband" på spillestedet Barbue i Huset i Magstæde og turnerede flittigt i både ind- og udland. Bandets musikvideo "She Dreams Like On A Sunday" kunne ses på MTV i slutfirserne og musikvideoen "Once Upon A Summertime" blev vist på DR blandt andet i programmerne "Fingrene væk – det er søndag" og "Videophonen" i 1987.
Bandet spillede blandt andet på de københavnske spillesteder U-Matic, Studenterhuset, Loppen, Rust, Stengade 30, Barbue, Il Salotto og Musikcafe'n. Bandet havde en live optræden direkte i DR P3 den 20. september 1988, som blev sendt fra DR's Studie 3 med publikum.
Medlemmerne i Alter Ego var blandt andet ex-UCR, ex-The Poets, ex-Gangway og har enkeltvis senere spillet en rolle i bandsne Playhouse, Frogstone, Greene, Labrador og Jetpetz

## Udgivelser
- 7"S 1986 Once Upon A Summertime (Marilyn / MAR 101)
- 7"S 1987 Rumble At The Ice Cream Store (Marilyn / MAR 102)
- 7"S 1987 She Dreams Like On A Sunday (Marilyn / MAR 103) (prod. Hilmer Hassig)
- 7"S 1988 Time (Marilyn / MAR 104)